# دشت أباد السفلي (زرين دشت)
دشت أباد السفلی (بالفارسية: دشت‌آباد سفلی) هي قرية تقع في إيران في قسم زرين دشت الريفي. يقدر عدد سكانها بـ 95 نسمة .